# Decúbit supí

Posicions de decúbit

El decúbit supí és una posició anatòmica del cos humà que es caracteritza per:
- Posició del cos estirada sobre un pla horitzontal, amb l'esquena tocant a terra.[2]
- Coll en posició neutra, amb mirada dirigida al zenit.
- Membres superiors estesos enganxats al tronc i amb el dors de les mans cap amunt.
- Extremitats inferiors també esteses amb peus en flexió neutra i punta dels dits grossos cap amunt.

En aquesta posició es defineixen les posicions del cos pel que fa als tres eixos de l'espai:
- Eix anteroposterior: per davant es diu anterior o ventral (excepte en les extremitats inferiors que és dorsal). Per darrere es diu posterior o dorsal.
- Eix craneocaudal: per dalt es diu superior, cranial, cefàlic i per baix es diu inferior o cabal.
- Eix transversal: cap a la línia mitjana es diu medial o intern, i cap a l'exterior (dreta o esquerra) es diu lateral o extern dreta o esquerra respectivament. La dreta o esquerra sempre és pel que fa al cos observat.

## Usos en cirurgia
Aquesta posició corporal és una de les més usades en cirurgia; s'usa principalment per l'abordatge de l'abdomen, coll anterior i cirurgia de membre superior.